# Muna Lee (Leichtathletin)

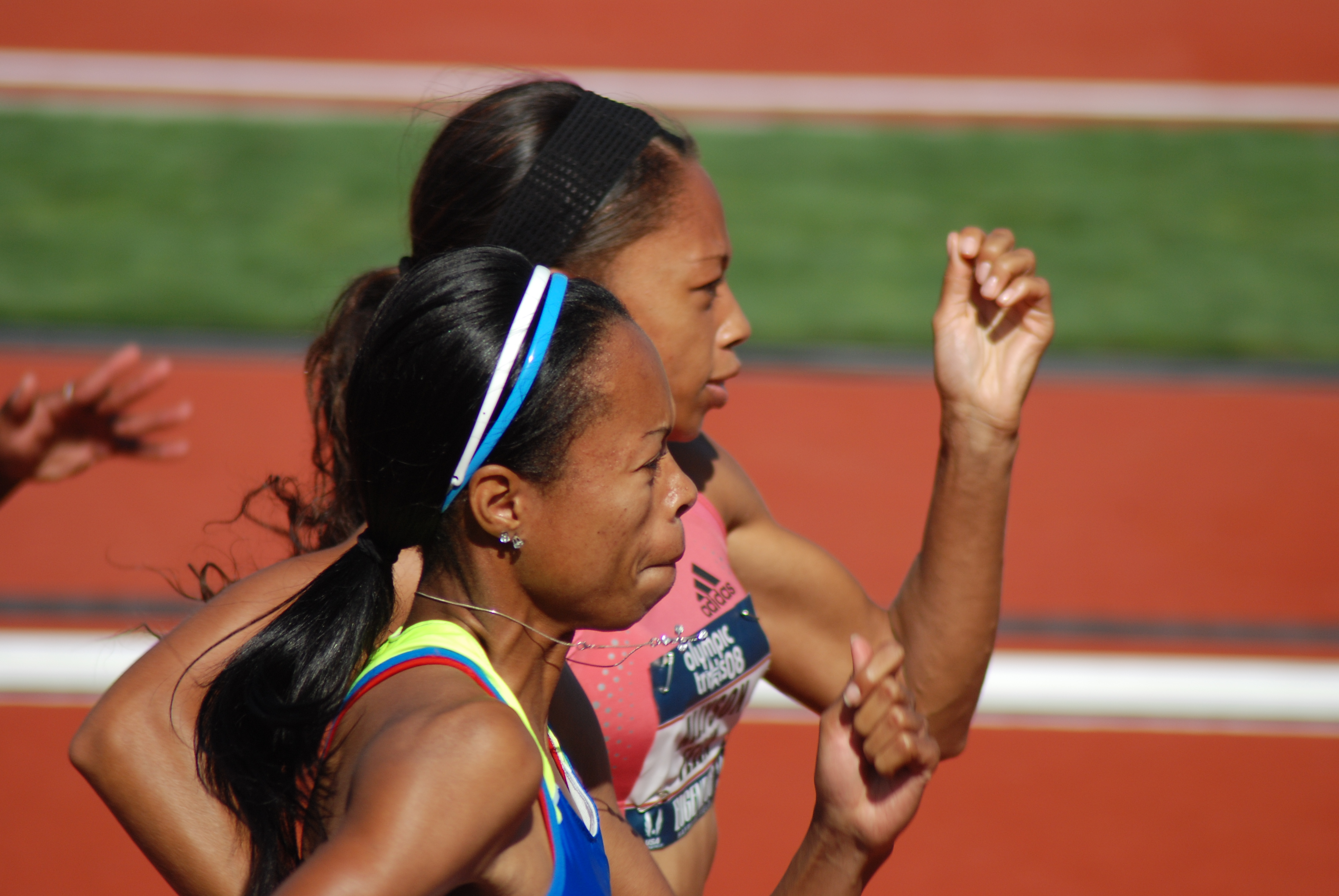
Muna Lee (vorne) im Duell mit Allyson Felix 2008

Muna Lee (* 30. Oktober 1981 in Little Rock) ist eine US-amerikanische Sprinterin, die im 100- und im 200-Meter-Lauf startet.
Ihre ersten Erfolge hatte sie 2001 und 2002 bei den US-amerikanischen Universitätsmeisterschaften. 2004 wurde sie Zweite bei den US-amerikanischen Ausscheidungskämpfen für die Olympischen Spiele 2004 in Athen über 200 Meter. In Athen erreichte sie das Finale und wurde Siebte.
Bei den Weltmeisterschaften 2005 in Helsinki wurde sie Siebte über 100 Meter und gewann mit der US-amerikanischen 4-mal-100-Meter-Staffel die Goldmedaille.
Bei den US-Trials für die Olympischen Spiele 2008 in Peking qualifizierte sie sich als Erste über 100 und Zweite über 200 Meter. Bei den Spielen selbst wurde sie über 100 Meter Fünfte und über die 200 Meter Vierte.
Muna Lee hat bei einer Größe von 1,73 m ein Wettkampfgewicht von 50 kg.

## Persönliche Bestzeiten
- 100 m: 10,85 s, 28. Juni 2008, Carson
- 200 m: 22,30 s, 18. Mai 2008, Eugene